# Longverpleegkundige

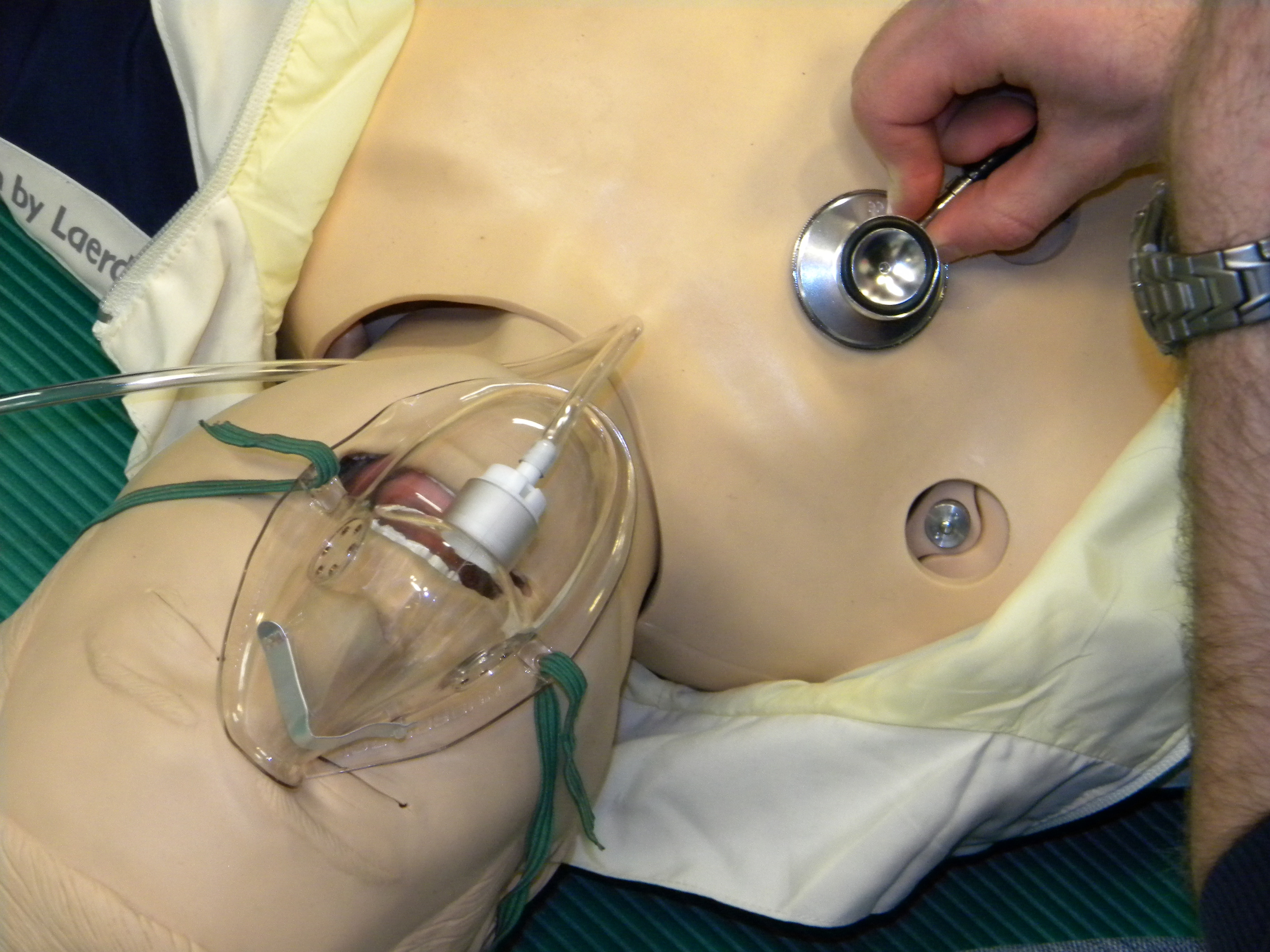
Het controleren en observeren van chronisch zieke longpatiënten behoort tot de taken van de longverpleegkundige

Een longverpleegkundige of COPD-verpleegkundige is een verpleegkundige met een vervolgopleiding die zich heeft gespecialiseerd in het begeleiden van patiënten met chronische longaandoeningen.

## Functie

### Werkveld
Een longverpleegkundige werkt meestal in het ziekenhuis. Op de polikliniek heeft een longverpleegkundige zijn eigen spreekkamer waar de longverpleegkundige de patiënten ontvangt. Naast de polikliniek is een longverpleegkundige soms ook te vinden op de verpleegafdeling met name de afdeling pneumologie (ook wel: afdeling longziekten). De longverpleegkundige bezoekt dan longpatiënten die een consult voor de longverpleegkundige hebben, maar in het ziekenhuis opgenomen liggen.

### Taken
Hieronder enkele voorbeelden van taken van de longverpleegkundige:
- begeleiden in het 'ziek zijn' (wordt soms overgenomen door bijvoorbeeld maatschappelijk werk)
- voorlichting geven over het desbetreffende ziektebeeld van de patiënt omtrent oorzaken, behandeling, symptomen e.d. (COPD, astma)
- voorlichting geven over leef- en voedingsregels omtrent het ziektebeeld (wordt soms overgenomen door een diëtist)
- voorlichten en oefenen met het gebruik van een zuurstoffles en inhalatiemateriaal bij de patiënt thuis
- longpatiënt observeren op zijn huidige lichamelijk situatie en eventueel in overleg met de longarts de behandeling aanpassen
- regelmatig overleg tussen de longarts(en)

## Specialisaties

### Kinderlongverpleegkundige
Een specialisatie is de kinderlongverpleegkunde. De kinderlongverpleegkundige heeft dezelfde taken als de gewone longverpleegkundige, maar haar patiënten zijn allen personen onder de 18 jaar. De kinderlongverpleegkundige werkt samen met de kinderarts of de kinderlongarts.

### Kinderastmaverpleegkundige
Naast de kinderlongverpleegkundige bestaat er ook nog een kinderastmaverpleegkundige. Deze verpleegkundige heeft dezelfde taken als een kinderlongverpleegkundige alleen houdt deze verpleegkundige zich alleen bezig met astma bij kinderen.

## Opleiding

### Nederland
Na het behalen van het diploma verpleegkunde kan men een 1 à 1,5-jarige opleiding tot longverpleegkundige volgen.
Lijst van verpleegkundige specialisaties · portaal · afbeeldingen